# Dick Oxtot
Richard Agee „Dick“ Oxtot (* 1918 in Beaufort (South Carolina); † 17. Dezember 2001) war ein amerikanischer Jazzmusiker (Kornett, Banjo, Kontrabass, Tuba, Gesang, Bandleader), der der Musikszene der San Francisco Bay angehörte.

## Leben und Wirken
Oxtot wuchs in San Francisco auf, wo er Klavier lernte und auf der Galileo High School Musik studierte. Dann entdeckte er den Jazz, wechselte ans Kornett und trat gelegentlich mit Jazzbands auf. 1940 spielte er bei Lu Watters in der Yerba Buena Jazz Band, die 1939 in Kalifornien das Revival des New Orleans Jazz begann und zu der damals Turk Murphy, Bob Scobey, Clancy Hayes und Bob Helm gehörten. Dann wechselte er ans Banjo und wurde Mitglied der Gold Coast Stompers um den Posaunisten Bob Mielke, mit dem er auch später häufig zusammenspielte.
Nachdem er während des Zweiten Weltkriegs seinen Militärdienst geleistet hatte, wurde er ab 1947 eine Schlüsselfigur der Revivalszene; er trat mit Musikern aus New Orleans wie Budd Johnson, Kid Ory oder George Lewis auf. Daneben leitete er die Polecats und andere eigene Gruppen wie die Golden Age Jazz Band, mit denen er zahlreiche Platten einspielte. Mitte der 1950er Jahre war er in Ohio bei den Dixieland Rhythm Kings aktiv. Zugleich ermunterte er junge Frauen wie Barbara Dane, Laurie Lewis, Barbara Higbie, Terry Garthwaite, Tressa Lewis, Pamela Polland oder Willow Wray als Sängerin oder Instrumentalistin mit seiner Band aufzutreten. Anfang 1965 kam es so zu Auftritten und anschließenden Aufnahmen mit Janis Joplin; vier Titel erschienen (in um Soli der Bläser gekürzter Form) auf dem Album Janis (1975).
In den 1970er und 1980er Jahren war er als Mitglied der Oakland A's Swingers bekannt. Robert Crumb holte ihn zu seinen Cheap Suit Serenaders. Tom Lord zufolge war er zwischen 1950 und 1980 an 22 Aufnahmen beteiligt. Mit Jim Goggin gab er 1999 ein Jazz Scrapbook – Dick Oxtot & Other Stuff heraus.

## Diskographische Hinweise
- Dixieland Rhythm Kings: A Jazztone Society Classic (Jazztone 1956)
- Dick Oxtot’s Golden Age Jazz Band (Arhoolie 1974)
- Robert Crumb and His Cheap Suit Serenaders (Blue Goose Records 1974)
- Down in Honky Tonk Town (Arhoolie 1980)
- Dick Oxtot and the Golden Age Jazz Band: The Lost Clarinet Of Clem Raymond (Delmark Records 1993)